# 17101 Sakenova
A 17101 Sakenova (ideiglenes jelöléssel 1999 JZ38) a Naprendszer kisbolygóövében található aszteroida. A LINEAR projekt keretében fedezték fel 1999. május 10-én.